# Campydora demonstrans
Campydora demonstrans är en rundmaskart. Campydora demonstrans ingår i släktet Campydora och familjen Campgdoridae. Inga underarter finns listade i Catalogue of Life.